# 湖子
湖子，原寫為湖仔，是臺灣嘉義縣大林鎮的一個傳統地域名稱，位於該鎮中部偏西北。相較於今日行政區，其範圍大致包括義和里西南部凸出部分的西南端、三村里南半部不含其東部邊界地帶北段、大糖里東南部邊界地帶。

## 歷史
台灣日治初期，湖子地區為一街庄（舊制街庄），稱為「湖仔庄」，隸屬於打貓東頂堡。該庄北與橋仔頭庄為鄰，東及東南與溝背庄、林仔前庄為鄰，西南邊為潭底庄，西邊為大湖庄。
1901年（日治明治三十四年）11月11日，全台設置二十廳，該庄隸屬於嘉義廳。1904年（明治三十七年）2月15日，該庄編入「內林區」，隸屬於嘉義廳。1909年（明治四十二年）10月25日，全台整併二十廳為十二廳，該庄仍隸屬於嘉義廳。1910年（明治四十三年）1月18日，各區管轄區域調整，該庄改隸屬於嘉義廳的「大莆林區」。
1920年（大正九年）10月1日，全台廢十二廳改設五州二廳，該庄改制並雅化為「湖子」大字，隸屬於臺南州嘉義郡大林庄（新制街庄）。1943年10月1日，大林庄升格為大林街。
戰後大林街改制為大林鎮，隸屬於臺南縣，大字亦改制為里。1950年（民國39年）10月25日，雲、嘉、南分治，大林鎮改隸屬於嘉義縣。

## 聚落
本地區發展較早的聚落為湖仔，在日治期初期的官方地圖上已有記載。

## 交通
台鐵縱貫線是台灣西部南北鐵路幹線，經過本地區西部。最近的車站在北側為石龜車站，在南側為大林車站。石龜車站屬招呼站，僅停靠區間車；大林車站屬三等站，停靠部分自強號、莒光號及全部區間車。由此等可前往台鐵沿線各站。
省道台1線又稱「縱貫公路」，是台北至楓港的傳統平面幹道，經過本地區湖仔頭聚西郊。由該道路北行可前往雲林縣大埤鄉/斗南鎮邊界、斗南鎮、虎尾鎮東北部、莿桐鄉、西螺鎮等地，南行可前往大林鎮大林市區、溪口鄉東端、民雄鄉、嘉義市等地。
鄉道嘉98線是水汴頭至大埔美的道路。
鄉道嘉99線是溪心仔至北勢的道路。
鄉道嘉100線是湖仔至三角的道路。